# Meer van Robertville
Het meer van Robertville is een Belgisch stuwmeer op de rivier de Warche. Het meer ligt op het grondgebied van de gemeente Weismes in de plaats Robertville en heeft een oppervlakte van 62 hectare (of 0,62 km²).
De dam werd aangelegd in 1924 en is in 1928 voltooid en heeft een hoogte van 55 meter. Het werd gebruikt om Malmedy te voorzien van drinkwater en elektriciteit door een waterkrachtcentrale.
Het meer bevindt zich in de Belgische Oostkantons, op de rand van het plateau van de Hoge Venen. Het is een toeristische trekpleister voor watersporters. Men kan er zeilen, windsurfen, kajakken, waterfietsen, zwemmen, wandelen, fietsen, hardlopen en sportvissen. Motorboten zijn niet toegestaan.
In februari 2010 liet men het meer bijna volledig leeglopen voor onderhoud.

## Galerij

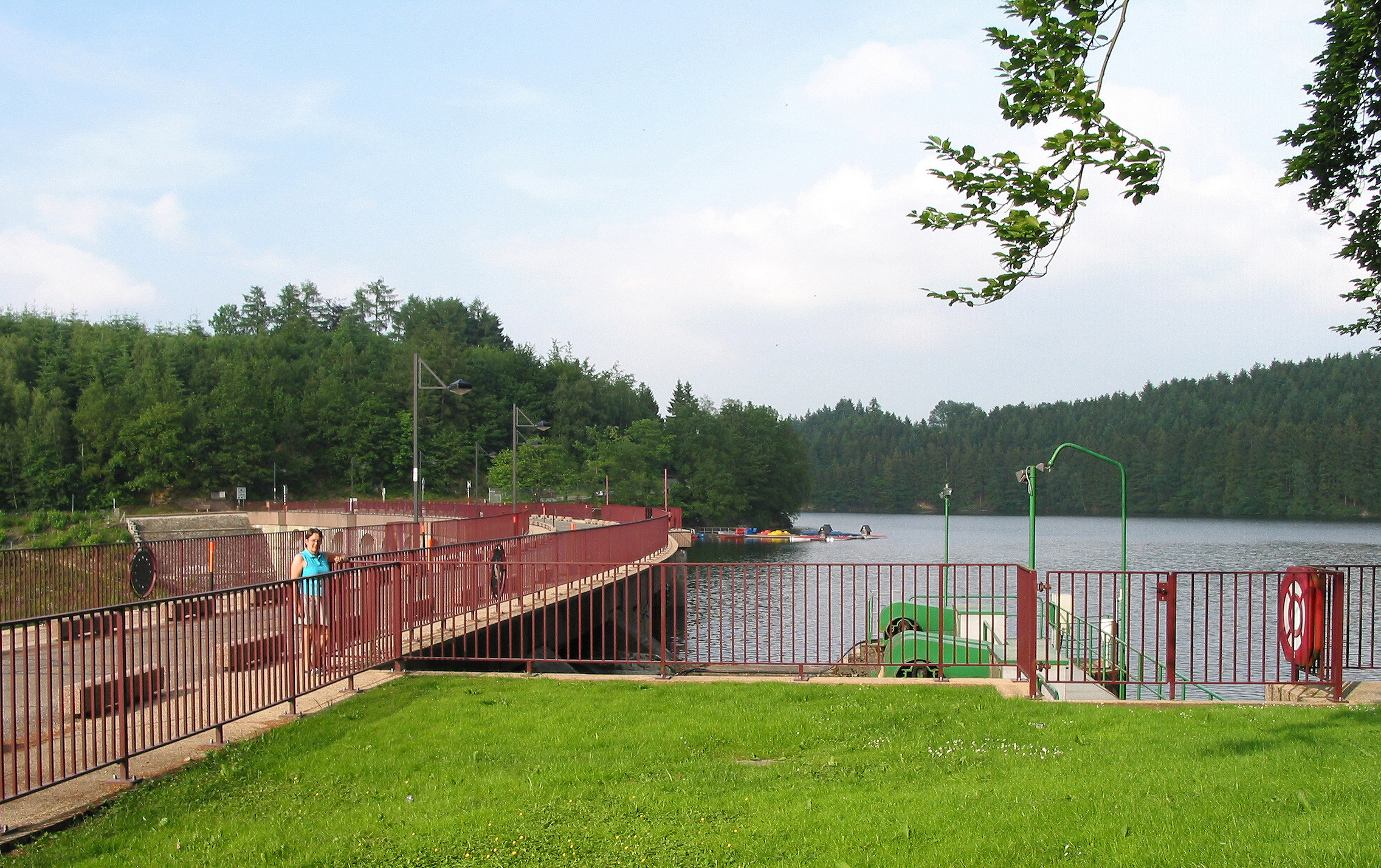
Stuwdam en stuwmeer van Robertville
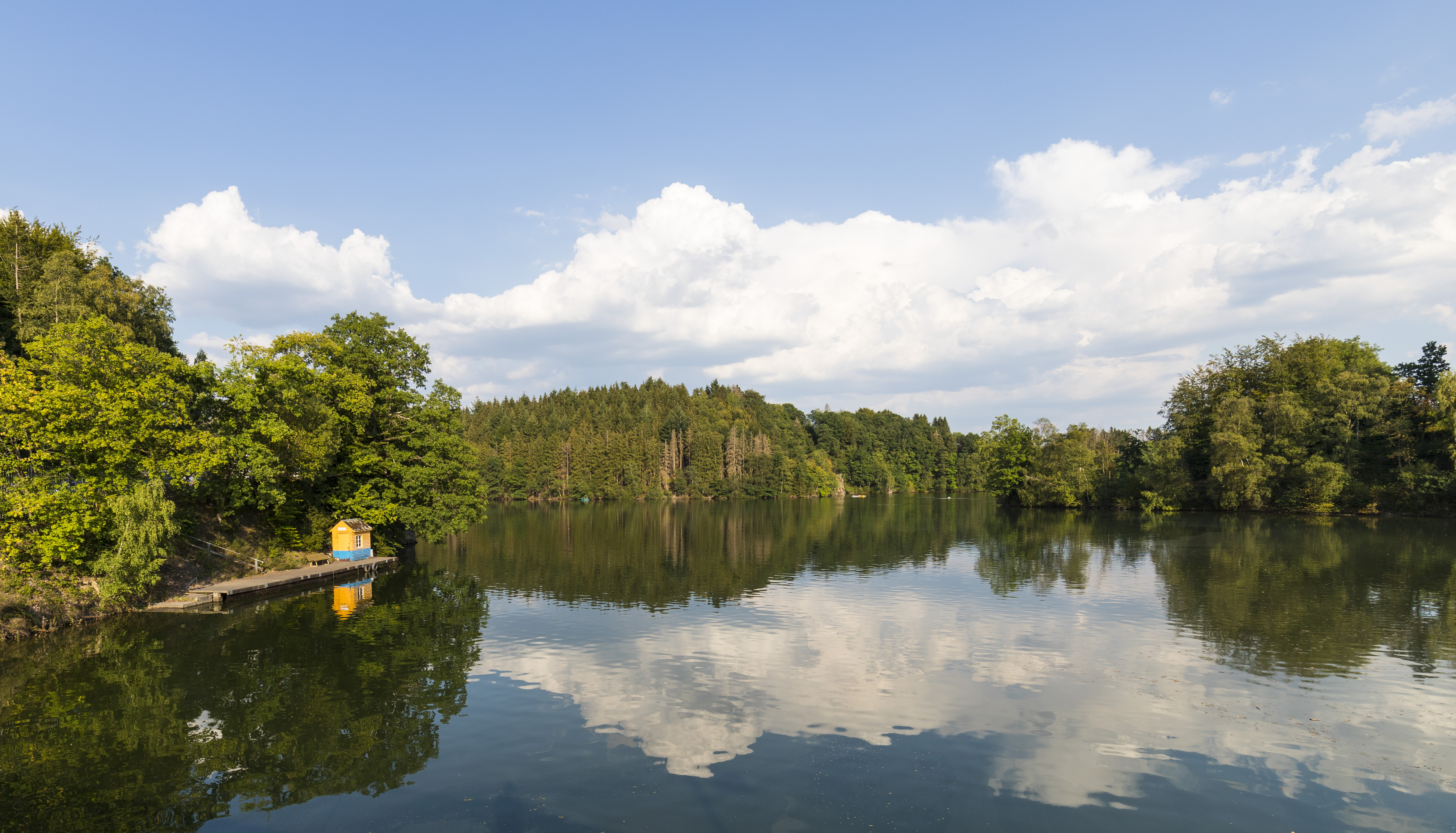
Stuwmeer anno 2020
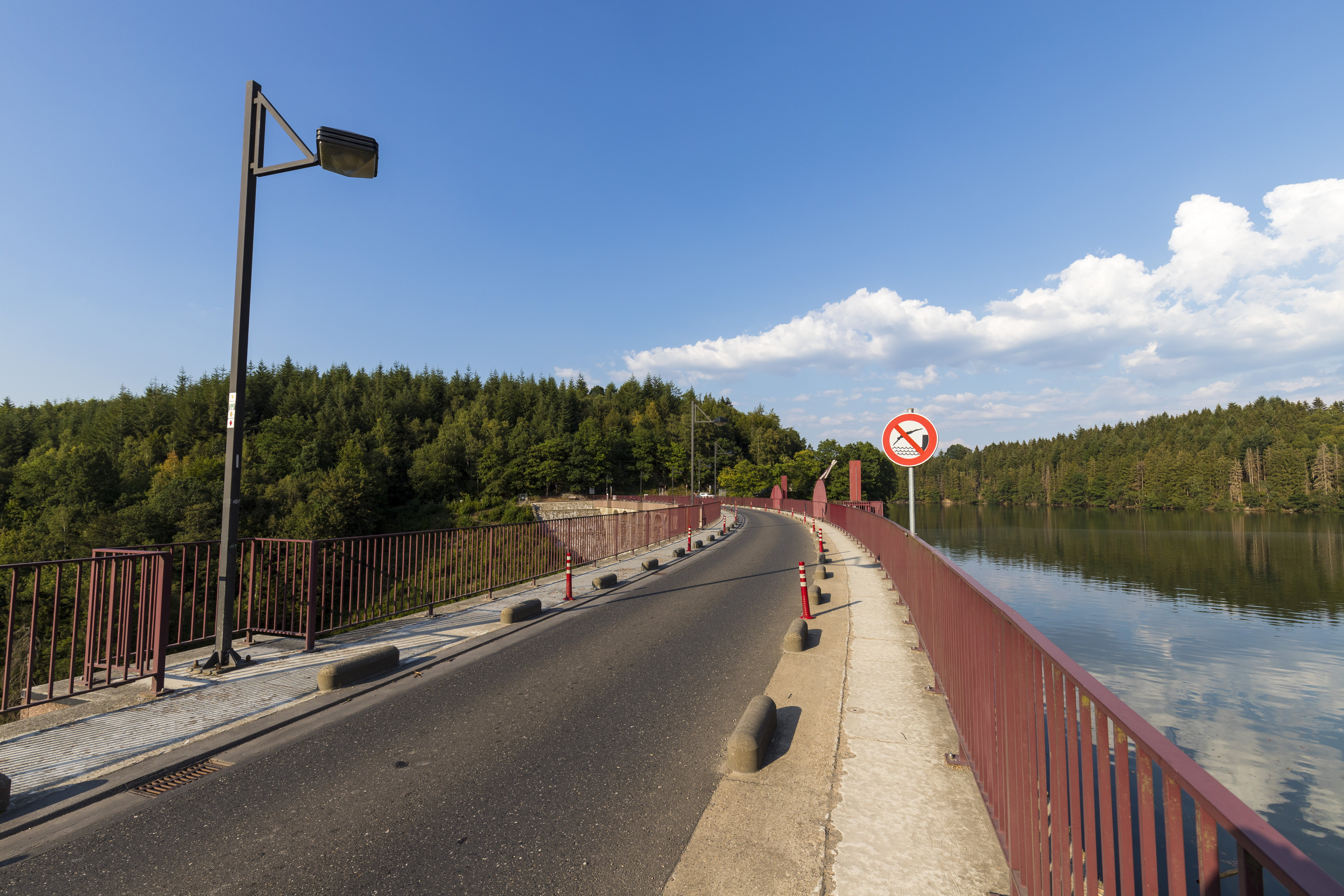
Stuwdam anno 2020